# ピアウイ州

ピアウイ州
Estado do Piauí

ピアウイ州 (ピアウイしゅう、Estado do Piauí [piawˈwi, pjɐwˈi] ( 音声ファイル)) は、ブラジル北東部の州。人口327万1199人（2022年）、州都はテレジーナ。ブラジル北東部の州では唯一、内陸部に州都がある。略称は「PI」。

## 隣接州
- セアラー州
- ペルナンブーコ州
- バイーア州
- トカンティンス州
- マラニョン州

## 主な都市
- テレジーナ
- ピークス

## 教育
- ピアウイ連邦大学